# Kaisarianí
Kaisarianí är en kommunhuvudort i Grekland.   Den ligger i prefekturen Nomarchía Athínas och regionen Attika, i den sydöstra delen av landet, i huvudstaden Aten. Kaisarianí ligger 194 meter över havet och antalet invånare är 26 370.
Terrängen runt Kaisarianí är kuperad åt sydost, men åt nordväst är den platt. Terrängen runt Kaisarianí sluttar västerut.Runt Kaisarianí är det tätbefolkat, med 257 invånare per kvadratkilometer. Närmaste större samhälle är Aten, 4,6 km väster om Kaisarianí. 